# Sydösterbottens skyddskårshus

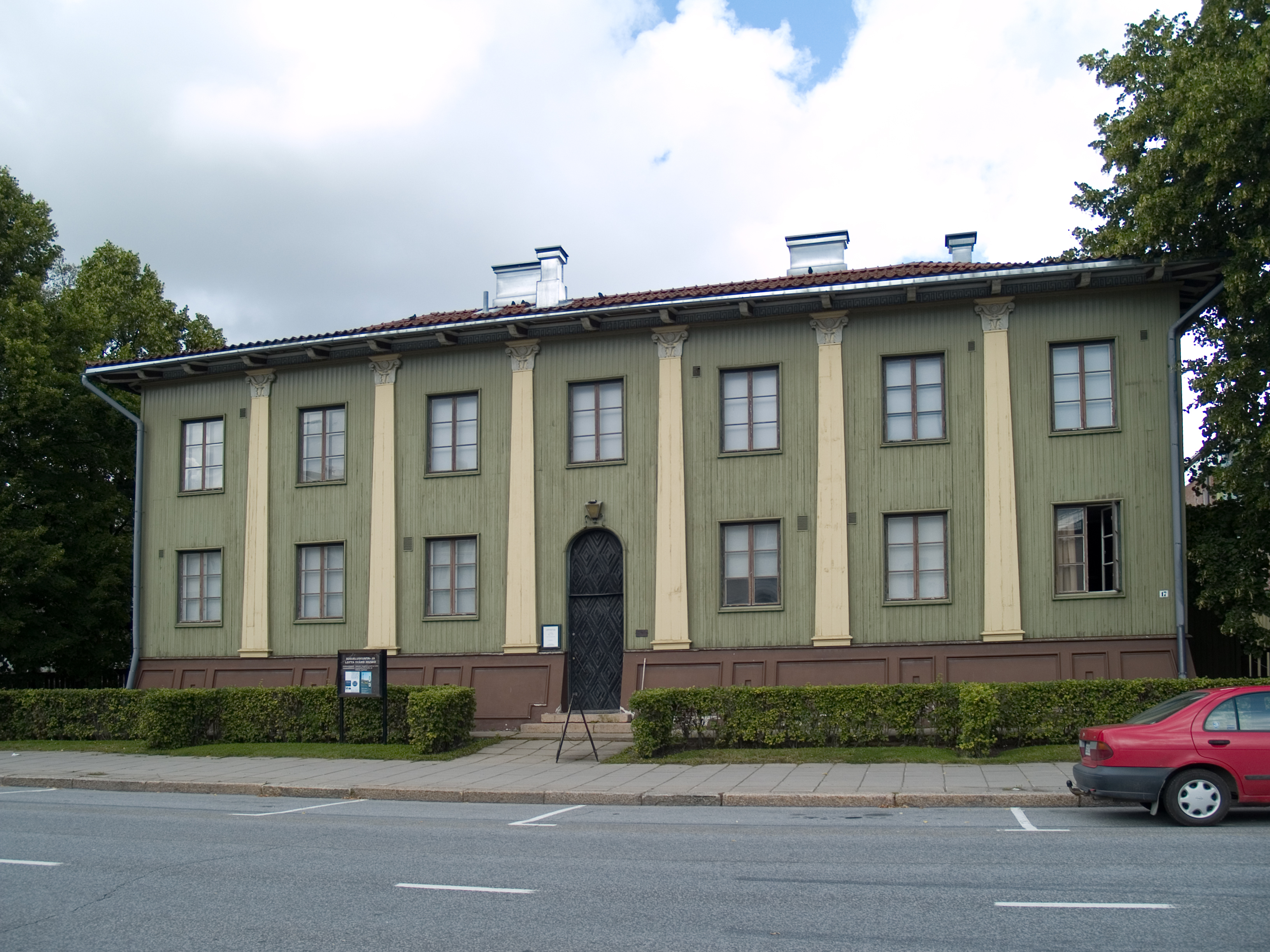
Skyddskårshuset i Seinäjoki är ritat av Alvar Aalto i klassicistisk stil med drag av funktionalism och österbottnisk byggtradition.

Sydösterbottens skyddskårshus en grupp byggnader i Seinäjoki i Sydösterbotten. Byggnaderna är ritade av Alvar Aalto och uppfördes 1924–1926. Från 1926 hade den sydösterbottniska skyddskåren och Lotta Svärd-organisationen kontor i byggnaden. Sedan 1988 finns Skyddskårs- och Lottamuseet här. På innergården står skulptör Pentti Papinahos staty Skyddskåristen.